# Градниця (Габровська область)
Градни́ця (болг. Градница) — село в Габровській області Болгарії. Входить до складу общини Севлієво.

## Населення
За даними перепису населення 2011 року у селі проживали 996 осіб.
Національний склад населення села:
| Національність   | Кількість осіб | Відсоток |
| ---------------- | -------------- | -------- |
| болгари          | 488            | 49,7%    |
| турки            | 488            | 49,7%    |
| Всього відповіли | 982            |          |

Розподіл населення за віком у 2011 році:
Динаміка населення: